# Верью (приток Кылтымъю)
Верью (устар. Ворь-Ю) — река в России, протекает по Сыктывдинскому району Республики Коми. Устье реки находится в 33 км от устья Кылтымъю по правому берегу. Длина реки составляет 10 км, площадь водосборного бассейна — 48 км².

## Данные водного реестра
По данным государственного водного реестра России относится к Двинско-Печорскому бассейновому округу, водохозяйственный участок реки — Вычегда от истока до города Сыктывкар, речной подбассейн реки — Вычегда. Речной бассейн реки — Северная Двина.
Код объекта в государственном водном реестре — 03020200112103000020092.